# Jay-Jay Johanson
Jäje Johansson, conocido como Jay Jay Johanson es un cantante y compositor nacido el 11 de octubre de 1969 en Trollhättan, Suecia.
A los siete años comenzó a estudiar en un conservatorio musical, en el que aprendió a tocar el piano, el saxofón y el clarinete. Durante su juventud compaginó sus estudios de diseño con su trabajo como disc-jockey. 
En 1996, en pleno auge del Trip hop, publicó su primer álbum titulado Whiskey, en el que se podía encontrar el aire melancólico y sugerente de grupos como Portishead, empleando los scratches y las orquestaciones con tintes cinematográficos propios del género. Además de estas influencias, su música también de inspiraba en otros sonidos más cercanos al Jazz o incluso a la Bossa Nova, a la vez que su característica forma de cantar le emparentaba con los Crooner de los años 50. Con este disco comenzó a tener éxito en Francia, y poco más tarde en Gran Bretaña y el resto del continente. Sus siguientes discos, titulados Tatoo y Poison, fueron publicados en 1998 y 2000 respectivamente, y en ellos seguía las mismas líneas estilísticas que en su debut.
En 2002, editaría su cuarto álbum, Antenna, un disco con influencias del Electro y del Funk, con el que dejaría a un lado su anterior sonido para orientar su música hacia las pistas de baile, justo en el momento en que el Electroclash reinaba en las discotecas de todo el mundo. Al mismo tiempo que renovó su música, también decidió cambiar la imagen de chico bueno que había lucido hasta entonces por otra mucho más andrógina.
Tres años más tarde grabaría Rush, al que siguió en 2007 su sexto álbum, titulado The Long Term Physical Effects Are Not Yet Known, en el que volvería al sonido que le hizo famoso.

## Discografía

### Whiskey (1996)
1. It Hurts Me So
2. So Tell The Girls That I Am Back In Town
3. The Girl I Love Is Gone
4. Skeletal
5. I'm Older Now
6. Extended Beats
7. Tell Me Like It Is
8. I Fantasize Of You
9. Mana Mana Mana Mana

### Tattoo (1998)
1. Even In The Darkest Hour
2. Quel Dommage
3. Murderans
4. Milan. Madrid. Chicago. Paris.
5. Lychee
6. She's Mine But I'm Not Hers
7. Sunshine Of Your Smile
8. Jay-Jay Johanson
9. A Letter To Lulu-Mae
10. Sudden Death
11. I Guess I'm Just A Fool
12. Friday At Rex
13. The Sly Seducer

### Poison (2000)
1. Believe in us
2. Colder
3. Keep it a secret
4. Alone again
5. Escape
6. Anywhere anytime
7. Time is running out
8. Poison
9. Humiliation
10. Suffering
11. Changed
12. 75.07.05
13. Far away
14. Whispering words

### La confusion des genres (Soundtrack 2000)
1. Introduction
2. La Confusion Des Genres Theme (local Version)
3. Stiletto
4. End Theme
5. Babette
6. Seven Inch
7. Haircut Suicide
8. La Confusion Des Genres Theme
9. Lullaby

### Antenna (2002)
1. On The Radio
2. Kate
3. Cookie
4. Déjà Vu
5. Open Up
6. I Want Some Fun
7. Automatic Lover
8. Wonderful Combat
9. 1984
10. Tomorrow

### Rush (2005)
1. Because Of You
2. Rock It
3. Another Nite Another Love
4. Rush
5. The Last Of The Boys To Know
6. Teachers
7. Mirror Man
8. 100,000 Years
9. Forbidden Words
10. I.o.u. My Love

### The Long Term Physical Effects Are Not Yet Known (2007)
1. She Doesn't Live Here Anymore
2. Time Will Show Me
3. Coffin
4. Rocks In Pockets
5. As Good As It Gets
6. Only For You
7. Jay-Jay Johanson Again
8. Breaking Glass
9. New Years Eve
10. Tell Me When The Party's Over / Prequiem
11. Peculiar

### Self-Portrait (2009)
1. Wonder Wonders
2. Lightning Strikes
3. Autumn Winter Spring
4. Liar
5. Trauma
6. My Mother's Grave
7. Broken Nose
8. Medicine
9. Make Her Mine
10. Sore

### Spellbound (2011)
1. Driftwood
2. Dilemma
3. Shadows
4. On The Other Side
5. Suicide Is Painless
6. Monologue
7. Blind
8. The Chain
9. An Eternity
10. Spellbound
11. Out Of Focus

### Cockroach (2013)
1. Coincidence
2. Mr Fredrikson
3. I Miss You Most of All
4. Orient Express
5. Hawkeye
6. Dry Bones
7. Antidote
8. The Beginning of the End of Us
9. Forgetyounot
10. Insomnia
11. Laura

### Opium  (2015)
1. Drowsy, Too Young To Say Good Night
2. Moonshine
3. Be Yourself
4. I Love Him So
5. NDE
6. I Don't Know Much About Loving
7. Scarecrow
8. I Can Count On You
9. Alone Too Long
10. Harakiri
11. Celebrate The Wonders

### Fetish (2023)
1. Seine
2. Finally
3. I Did My Best
4. Jeopardize
5. Labyrinth
6. Puppet On A String
7. The Stars Align
8. Summer Night Of Love

### Backstage (2025)
1. Trompe L’œil
2. Backstage
3. Ten little minutes
4. Rimbaud
5. How Long Do You Think We’re Gonna Last
6. The Caretaker
7. Together Again
8. Glue
9. We’ve Only Just Begun
10. Luijon (Henry Mancini)

### Recopilaciones

#### Prologue: Best Of The Early Years 1996-2002 (2004)
1. So Tell The Girls... 2004
2. Automatic Lover
3. On The Radio
4. Kate
5. Rescue Me Now
6. Suddenly
7. My Way
8. Keep It A Secret
9. Believe In Us
10. Far Away
11. Two Fingers
12. Milan Madrid Chicago Paris
13. She's Mine But I'm Not Hers
14. It Hurts Me So
15. I'm Older Now
16. So Tell The Girls That I'm Back In Town